# Paranormal
Pour les articles homonymes, voir Paranormal (homonymie).

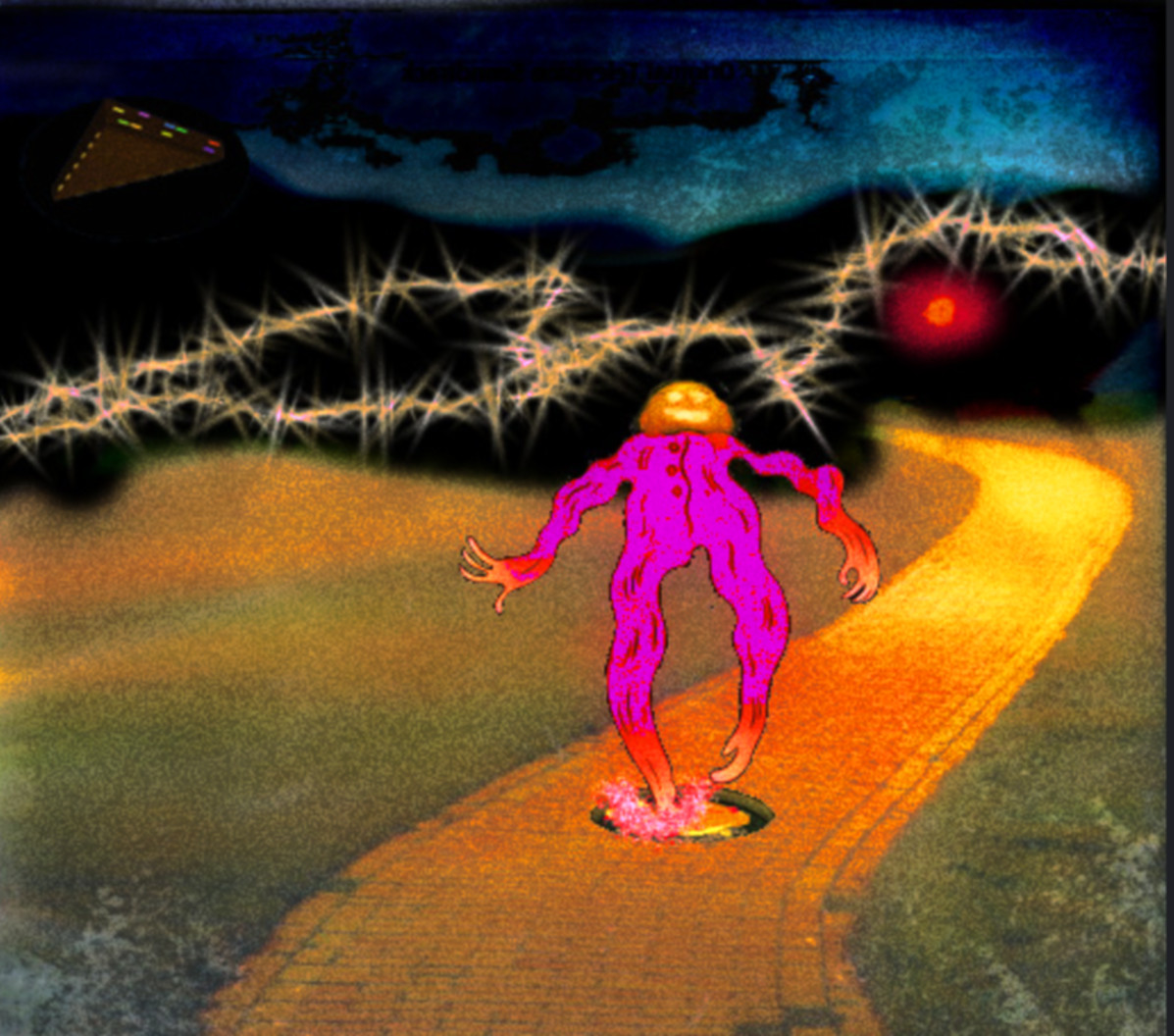
Une composition graphique stylisée et réalisée par David (S) Soriano, inspirée de thèmes paranormaux et surnaturels.

Le paranormal est un terme utilisé pour qualifier un ensemble de phénomènes supposés qui ne sont ni observables, ni explicables scientifiquement. Ces phénomènes paranormaux sont l'objet d'étude de la parapsychologie. Le préfixe « para » désignant quelque chose qui est à côté, en marge de la « normale », laquelle peut faire référence au consensus scientifique ou la normalité. Puisque ces phénomènes n'ont aucune preuve d'existence, l'imagination et les suppositions ont le champ libre.
Les initiateurs de la parapsychologie se sont donné comme objectif d'étudier d'une manière scientifique ce qu'ils considèrent comme des perceptions extra-sensorielles et de la psychokinèse. Malgré l'existence de laboratoires de parapsychologie dans certaines universités, notamment en Grande-Bretagne, mais aussi en France, le paranormal peut être considéré comme un sujet d'étude peu sérieux, et la parapsychologie une pseudo-science.
Le paranormal est parfois associé à des activités lucratives, comme lors du salon spécialisé « Paranormal Salon ».

## Phénomènes dits paranormaux
Il existe un ensemble de phénomènes supposés qui sont qualifiés de paranormaux :
- le concept de Psi est un concept utilisé en parapsychologie et qui regroupe à la fois les phénomènes de perceptions extra-sensorielles (PES) (télépathies, prémonitions, etc.) et la psychokinèse ;
- le magnétisme dit « animal », la géobiologie, la divination (cartomancie, voyance) ;
- les expériences de mort imminente (qui désignent, selon les tenants du paranormal, des souvenirs de vécus spécifiques lors de mort clinique, nous noterons toutefois que ce domaine improprement nommé n'est pas considéré comme paranormal par les neuroscientifiques)[4] ;
- les différents moyens de communication avec les morts : (médiumnité, nécromancie), les voix électroniques[5] ; le Ouija ; l'écriture automatique ;
- les apparitions de l'au-delà (fantômes, revenants, ectoplasmes, poltergeists, guide spirituel, vision de « l'après-vie », esprits, fantômes de Marie, etc. ;
- les cas de maisons hantées ou d'obsession par des « génies » ou « esprits » ;
- le phénomène ovni et ses dérivés (cercle de culture).

Le paranormal, dont les causes sont inexpliquées, peut être différencié du surnaturel dont les causes sont des entités spirituelles (dieu(x), diable, démons, djinns, esprits, etc.).

## Théories
Les anciens Grecs avançaient déjà des hypothèses sur ce qui serait paranormal. Les pythagoriciens croient l'air empli de démons. Démocrite expliquait les rêves par la pénétration au travers des pores du rêveur des « images » qui sont continuellement émises par des objets, dont les personnes vivantes. Il croyait aussi que les images véhiculent des représentations de l'activité mentale, des pensées, des caractères et des émotions des personnes qui leur ont donné naissance et, chargées de la sorte, elles ont le même effet que les agents vivants. Platon expliquait la divination par la « folie divine ». Il existe quatre « folies » : amoureuse, poétique, mystique et prophétique (Phèdre, 244 sq.). Il associe la divination et l'âme irrationnelle (Phèdre, 242c ; Timée, 71de). Aristote a changé de vues sur le sujet. Jeune et proche de Platon, dans le dialogue Sur la philosophie (fragment Ross 12a), Aristote admet la précognition et suit Platon en l'attribuant à une capacité innée de l'âme, qu'elle s'exerce soit quand elle se retire du corps lors du sommeil, soit quand elle s'apprête à abandonner le corps à la mort. Dans Éthique à Eudème, il fait remonter le succès dans la divination à une source irrationnelle « supérieure à l'esprit et à la délibération » ; il associe la capacité de l'esprit à faire des rêves véridiques au tempérament mélancolique (124a38). Dans sa Poétique (145b5) il tient la divination pour un don des dieux. Dans son dernier essai sur le paranormal, De la divination par les songes (464a), Aristote avance une théorie non atomiste, celle de stimuli externes transmis par des ondes, théorie fondée sur une analogie avec les perturbations qui se propagent dans l'eau ou dans l'air.
Les stoïciens défendent le panpsychisme. Le monde est un mélange total (krâsis di'holôn) d'un principe passif et d'un principe actif, tous deux corporels. Le principe actif est souffle, esprit (pneûma), cause, dieu, raison (logos), destin. Les stoïciens développent la théorie des sympathies et du destin. Poseidonios mêle les théories : innéisme, animisme, providentialisme. « Posidonius est d'avis que les hommes rêvent sous l'action des dieux de trois manières. D'une part, l'âme prophétise d'elle-même du fait de ses affinités avec les dieux. De plus, l'air est plein d'âmes immortelles, sur lesquelles apparaissent comme de claires empreintes de la vérité. Enfin, les dieux s'entretiennent eux-mêmes avec le mortel endormi » (Cicéron, De la divination, I, 59). Plutarque, examinant le « démon » de Socrate, émet l'hypothèse que les êtres spirituels, quand ils pensent, provoquent des vibrations dans l'air qui permettent à d'autres êtres spirituels, ainsi qu'à certains êtres doués d'une sensibilité hors du commun, d'appréhender leurs pensées. Plotin reprend la théorie des sympathies, sans le matérialisme stoïcien. Durant le Moyen Âge chrétien, le paranormal est lié aux démons, au diable. Dès 150, saint Justin attribue la magie et la divination aux démons (Apologies, I, 5). Paracelse avance des hypothèses multiples et embrouillées, dont celle de « lumière astrale ». Franz-Anton Mesmer, en 1779, développe la théorie du magnétisme animal. Il existerait « une influence mutuelle entre les corps célestes, la terre et les corps animés ».
Une fameuse querelle, en 1884, oppose deux médecins, Jean Martin Charcot, professeur à la Salpêtrière de Paris, à Hippolyte Bernheim, de Nancy. Charcot admet l'hypnotisme. Bernheim tient l'hypnotisme pour une simple suggestion acceptée par le cerveau. Un grand théoricien paraît avec Frédéric W. H. Myers, auteur de La Personnalité humaine (1903, trad. abrégée 1905). Il émet l'opinion qu'un courant de conscience roule au-dedans de nous, au-dessous du seuil de la vie ordinaire, et que cette conscience embrasse des pouvoirs inconnus, dont les phénomènes hypnotiques nous offrent un premier exemple. Avec Allan Kardec, le spiritisme propose sa propre conception du paranormal, centrée sur les esprits des défunts. Le livre des esprits date de 1857. La métapsychique commence avec William Crookes, prix Nobel de chimie 1907. On lui doit Experimental investigations on psychic force (1871), trad. : Recherches sur les phénomènes du spiritualisme (1878). Le 20 février 1882 est fondée la Society for Psychical Research, avec F. Myers, C. C. Massey, le philosophe Henry Sidgwick. La parapsychologie naît en 1934 avec Joseph Banks Rhine, et une méthode expérimentale plus rigoureuse. Rhine crée l'expression « perception extra-sensorielle ».
Plusieurs savants, dont Olivier Costa de Beauregard lors du fameux colloque Science et conscience à Cordoue en 1979, cherchent du côté de la physique quantique. Ils retiennent du quantisme son indéterminisme, l'interaction entre observateur et observé (relations d'incertitude de Heisenberg), le paradoxe EPR (Einstein, Podolski, Rosen, 1935). Selon Rupert Sheldrake, l’esprit ne s’identifie pas avec le cerveau, mais s’étend au-delà de l’organe physique sous la forme d’un champ de perception produit par l’activité cérébrale. L’esprit est enraciné dans le cerveau mais n’y reste pas confiné et constitue un champ sensible qui interagit avec l’environnement. S’il en est ainsi, l’objet vu ne peut manquer d’être influencé par cette observation, ce qui est effectivement vérifié par l’expérience. Or, il s’agit là, d’une forme de communication, habituellement qualifiée par Joseph Rhine d’« extrasensorielle » (1934). Les expériences présentées par R. Sheldrake dans son dernier livre Le Septième Sens (2006) confirmeraient que l’homme est capable de percevoir le « poids » d’un regard dirigé sur lui, même à travers une vitre, dans le reflet d’un miroir ou par l’intermédiaire d’un circuit vidéo. Il rapproche le concept de télépathie des mouvements de groupes d’animaux (bancs de poissons ou vols d’oiseaux). Sheldrake pense que ces groupes baignent dans un même champ de conscience, selon le modèle morphogénétique, qui les unit par ce même type de sensibilité qui nous fait percevoir le regard d’autrui pose sur nous.

## Point de vue de la communauté scientifique
La communauté scientifique peut considérer l'étude des phénomènes paranormaux comme de la pseudo-science. Toutefois, longtemps marginalisée, l’étude des expériences inexpliquées trouve désormais une place dans les milieux académiques, avec des recherches en conditions expérimentales et contrôlées, notamment dans les domaines de la psychologie cognitive et des neurosciences. Le scepticisme, la zététique, et l'approche scientifique rappellent la nécessité de démontrer de l'existence de tels phénomènes. Aucun prétendu détenteur de pouvoirs paranormaux n'a pu remporter le défi zététique international et à ce jour[Quand ?], il n'a jamais pu être démontré que ces phénomènes ou ses pouvoirs, hors de ce que la science pourrait démontrer, existaient. Faute de démonstration scientifiquement fiable, il s'agit de croyances en l'existence de phénomènes paranormaux, ou bien simplement d'erreurs de jugement ou de perception. Les ressorts psychologiques des réactions d’individus face au paranormal sont étudiés.

## La mesure des croyances dans le paranormal pour la recherche scientifique
Afin de mesurer les croyances paranormales il existe notamment en langue anglaise la Paranormal Belief Scale de Tobacyk & Milford (1983). Cette échelle fut révisée en 2004 par Tobacyk, puis traduite et validée en français en 2014 par Bouvet, Djeriouat, Goutaudier, & Chabrol. Cette échelle auto-rapportée de croyance paranormale révisée permet la mesure de 7 dimensions : la spiritualité, relative aux croyances en une vie antérieure et aux pouvoirs de l’esprit - la superstition - la sorcellerie - la précognition (phénomène parapsychologique qui consisterait à connaître ce qui va arriver dans le futur, renvoi en une capacité prémonitoire) - les croyances religieuses traditionnelles - la dimension Psi, désignant l’ensemble des croyances liées au pouvoir psychique sur l’environnement - la dimension forme de vie extraordinaires, relatives à la croyance en l’existence de créatures comme le monstre du Loch Ness.
La passation de cette échelle avec vingt-quatre questions apparaît rapide, bien tolérée par les sujets et fiable. La RPSB (Revised paranormal scale belief) est le questionnaire le plus utilisé dans les études sur les croyances paranormales dans les dernières décennies. Les questions sont par exemple : « l'âme continue d'exister après la mort physique », « Le diable existe », « Il est possible de communiquer avec les morts »…
Les auteurs de la validation française concluent que cette étude permet de valider des observations antérieures qui faisaient l’hypothèse que la tendance à la schizothypie est un indicateur de la croyance dans les phénomènes paranormaux. Les auteurs postulent donc que les croyances paranormales peuvent sous-tendre un trouble de personnalité schizotypique. Précisons ici que le trouble de personnalité schizotypique selon les critères du DSM-V est à différencier de la schizophrénie, bien qu’elle puisse en constituer un état pré-morbide et partage avec elle un certain nombre d’anomalies cérébrales. Dans le trouble de la personnalité schizotypique, les expériences cognitives reflètent un éloignement floride de la réalité (idées de référence, paranoïdes, hallucinations corporelles, pensées magiques) avec une certaine désorganisation de la pensée et de la parole, associées à un haut niveau de méfiance, et la croyance que les autres cherchent à lui nuire.
Au-delà de la pathologisation, les auteurs postulent que l’échelle de croyance paranormale révisée est aussi utile dans les recherches en parapsychologies sur la transliminalité, concept rapporté par Thalbourne (2010) et déjà proposé par Usher et Burt (1909), désignant les différences interindividuelles en termes d’hypersensibilité psychique à des phénomènes paranormaux. Champs de recherches où les croyances dans le paranormal ne sont pas étudiées uniquement dans le champ de la pathologie mentale, mais aussi dans celui d’expériences accessibles à certains individus, en mesure d’utiliser des capacités présentes chez tous les êtres humains.